# Земский съезд 1904 года
Земский съезд 1904 года — известный как первый легальный Земский съезд — форум земства, представителей всех сословий России, на котором большинство этих выборных потребовало от царя конституции, свобод и парламента; аналог французских Генеральных штатов.
Проходил 6—9 ноября 1904 года в Петербурге под названием «Частное совещание земских деятелей». Оно выработало резолюции, которые распространялись во время банкетной кампании «Союза освобождения» в ноябре-декабре в виде петиций, публиковавшихся в печати.

## Созыв съезда
Инициатива обсудить на общеземском съезде отношение к вопросу о конституции исходила от членов нелегального Оргбюро этих форумов — князей Д. И. Шаховского и Петра Д. Долгорукова, действовавших по решению руководящего органа «Союза освобождения» — Совета, в который они входили. Немедленно 8 сентября Оргбюро собралось под неизменным председательством не утверждённого властями главой Московской губернской земской управы Д. Н. Шипова и решило остановиться на следующей рабочей повестке съезда: «1) о ревизиях земских учреждений, проводившихся в последнее время министерством внутренних дел; 2) о неутверждении министерством внутренних дел земских должностных лиц как выборных, так и приглашаемых для работы земскими управами; 3) об устранении земцев от участия в работе по пересмотру законодательства о крестьянах; 4) о нуждах, вызываемых войной».
В середине этого месяца 16 сентября министр внутренних дел князь П. Д. Святополк-Мирский в речи, прозвучавшей в день официального вступления в должность, выразил уверенность, что «плодотворность правительственного труда основана на искренно благожелательном и истинно доверчивом отношении к общественным и сословным учреждениям и населению вообще». Тут же вечером собралось Оргбюро, созванное его членом Ф. А. Головиным. Вопреки возражениям главы консервативного крыла земства Шипова, в повестку дня съезда был включён вопрос об общих условиях государственной жизни и о желательных в ней изменениях. Министр внутренних дел, считая что на предстоящем съезде земцы займутся обычными хозяйственными вопросами, получил от Николая II разрешение на съезд. Когда же в следующей беседе с Шиповым князь Святополк-Мирский узнал о внесении вопроса о конституции в программу съезда, он отметил невозможность для власти дать разрешение на его проведение. Приглашённых оповещать об этом было уже поздно, и Шипов испросил разрешение на частное совещание, оно было тут же получено.
Из воспоминаний А. В. Богданович, Петербург:
«21 октября. Много высказывал Н. А. Павлов [сотрудник правых изданий] насчёт предстоящего съезда 75 земцев в Петербурге 6 ноября под председательством сперва Мирского, который откроет съезд, а затем председателем будет Шипов (московский). Сказал он, что этот съезд напоминает Etats Generaux [Генеральные штаты], которые привели к падению монархии. Эту мысль высказывал вчера Никольский [управляющий сберкассами Госбанка], который находит, что наше положение в данную минуту напоминает тогдашнее положение французов».

## Ход и резолюция съезда
Частное совещание открылось в столице 6 ноября на Фонтанке, 52 в квартире земского деятеля И. А. Корсакова. На собрание прибыли около ста участников: председатели почти всех 34 земских губернских управ, полтора десятка председателей уездных управ, остальные были их членами или гласными. Следует отметить, что состав участников съезда подбирался инициаторами съезда из числа своих единомышленников, а не избирался земскими собраниями.
Съезд получил массу приветствий, количество подписей под которыми к первому дню заседаний составило от 5 до 6 тысяч. Председательствовал лидер консервативного крыла земского движения Д. Н. Шипов. Участник съезда барон Р. Ю. Будберг вспоминал: «Все рекомендовали нам не стеснятся отсутствием полномочий; одни, — говоря, что в России нет такого учреждения, которое могло бы дать подобные полномочия; другие говорили, что волна истории, что обстоятельства нас уполномочили; третьи говорили, что за нас вся мыслящая Россия».
В программе съезда стоящий последним вопрос о власти, об общих условиях, мешающих развитию общественной и государственной жизни, в результате инцидента сразу же возник на собрании. Политическая культура, которой достигли делегаты, позволила в решениях съезда выделить мнение меньшинства по вопросу о полномочиях необходимого России парламента. Оно составило 27 голосов против 71 голоса большинства. Это большинство высказалось за «<…> участие народного представительства, как особого выборного учреждения, в осуществлении законодательной власти, в установлении государственной росписи доходов и расходов и в контроле за законностью действий администрации». Впервые в России законно заседающее собрание, принадлежащее к земству — выборным от всех сословий, — высказалось в пользу введения конституции и парламента, хотя эти запрещённые слова  не употреблялись. Эта резолюция была подписана на собрании 8 ноября на квартире В. Д. Набокова (отца писателя) на Большой Морской, 47.
В числе всех вышеназванных земских представителей свои подписи под документом, меняющем ход истории, поставили в недалёком будущем председатели Государственной думы С. А. Муромцев и М. В. Родзянко, председатель Всероссийского союза городов М. В. Челноков, самые лучшие думские ораторы Ф. И. Родичев и В. Д. Набоков, известнейший учёный, будущий академик В. И. Вернадский и уже давно носящий звание почётного академика К. К. Арсеньев, будущие лидеры Партии народной свободы И. И. Петрункевич и Ф. Ф. Кокошкин, а также Г. Е. Львов — в 1917 году первый председатель Временного правительства. Принятые резолюции Шипов передал для обсуждения на совещание, проходившее под руководством государя 7 декабря. А с 20 ноября в день начала банкетной кампании, которая прошла по большим городам центральной России, они распространились в обществе.
Именно в русле этого события состоялось участие 9 января 1905 года «Собрания фабрично-заводских рабочих Санкт-Петербурга», ведомого священником Г. А. Гапоном. По мнению историка Р. Пайпса, неверно утверждение, что первая русская революция началась 9 января 1905 года, ведь до этого правительство уже более месяца в банкетную кампанию выдерживало настоящую осаду. Если первый легальный «Земский съезд 1904 года был русскими Генеральными штатами, то „Кровавое воскресенье“ стало Днём взятия Бастилии».